# Далеч от Африка
Далеч от Африка (на английски: Out of Africa) е американски филм от 1985 година на режисьора Сидни Полак. В главните роли участват Мерил Стрийп и Робърт Редфорд. Филмът получава Златен глобус и Оскар за най-добър филм и общо 28 награди. Направен е отчасти по автобиографичния роман на датската писателка Карен Бликсен.
Действието във филма се развива в периода 1914–1931 година в Кения.